# مدولاسیون شدت
در مخابرات نوری، مدولاسیون شدت (به انگلیسی: intensity modulation) (آی‌اِم) یا مدوله‌سازی شدت شکلی از مدولاسیون است که در آن توان نوری خروجی یک منبع مطابق با برخی مشخصه‌های سیگنال مدوله‌کننده تغییر می‌کند. پوش سیگنال نوری مدوله‌شده آنالوگ سیگنال مدوله‌کننده است به این معنا که توان لحظه‌ای پوش آنالوگ مشخصه موردعلاقه در سیگنال مدوله‌کننده است.
بازیابی سیگنال مدوله‌کننده معمولاً با آشکارسازی مستقیم و نه هتروداین‌سازی به‌دست می‌آید. با این حال، آشکارسازی هتروداین نوری امکان‌پذیر است و از سال ۱۹۷۹ به‌طور فعال مورد مطالعه قرار گرفته است. آزمایشگاه‌های بل در سال ۱۹۶۹ یک سامانه کارآمد، اما غیرعملی داشتند. سامانه‌های هتروداین و هموداین مورد توجه هستند زیرا انتظار می‌رود حساسیت آنها تا 20 dB افزایش یابد که به عنوان مثال امکان به‌سرعت رفتن طولانی‌تر بین جزایر را فراهم می‌کند. چنین سامانه‌هایی همچنین دارای مزیت مهم فاصله‌گذاری کانال بسیار باریک در سامانه‌های مالتی‌پلکس‌سازی تقسیم فرکانس نوری (اواف‌دی‌ام) هستند. اواف‌دی‌ام گامی فراتر از مالتی‌پلکس‌سازی تقسیم طول‌موج (دبلیودی‌ام) است. دبلیودی‌ام معمولی با استفاده از آشکارسازی مستقیم چیزی مانند فاصله‌گذاری کانال نزدیک اف‌دی‌ام فرکانس رادیویی به دست نمی‌آورد.

## مدولاسیون شدت با آشکارسازی مستقیم
مدولاسیون شدت / آشکارسازی مستقیم (آی‌ام/دی‌دی) یک طرح ساده و مقرون به صرفه در مخابرات فیبر نوری است که آن را برای کاربردهای مختلف مخابرات نوری مناسب می‌کند. این شامل مدوله‌کننده توان نوری سیگنال حامل برای نمایش داده‌های ارسال شده است. این مدولاسیون را می‌توان با استفاده از فنون‌هایی مانند کلیدزنی روشن-خاموش (OOK) به دست آورد. سیگنال نوری با شدت-مدوله‌شده با مدوله‌کننده دامنه یا جریان منبع نور، معمولاً یک دیود لیزری با یک یا دو طراحی کاواک مانند فابری-پرو یا بازخورد توزیع‌شده (دی‌اف‌بی) تولید می‌شود.
در انتهای گیرنده، آشکارسازی مستقیم (دی‌دی) برای بازیابی سیگنال مدوله‌شده استفاده می‌شود. سیگنال نوری مدوله‌شده توسط یک آشکارساز نوری (معمولاً فوتودیود پین یا ای‌پی‌دی) آشکار می‌شود که تغییرات توان نوری را به تغییرات جریان الکتریکی یا ولتاژ متناظر تبدیل می‌کند. سپس خروجی آشکارساز-نوری پردازش و رمزگشایی می‌شود تا اطلاعات اصلی بازیابی شود.

## در ادامه مطلب
- ویلیام شیه، ایوان جورجویچ، OFDM برای مخابرات نوری ، انتشارات آکادمیک، ۲۰۰۹شابک ‎۰-۱۲-۳۷۴۸۷۹-۸.

الگو:Optical telecommunication